# Calyptotis thorntonensis
Calyptotis thorntonensis är en ödleart som beskrevs av  Allen E. Greer 1983. Calyptotis thorntonensis ingår i släktet Calyptotis och familjen skinkar. Inga underarter finns listade.